# Génie civil
Pour les articles homonymes, voir Génie et Civil (homonymie).
 (juin 2015).
Si vous disposez d'ouvrages ou d'articles de référence ou si vous connaissez des sites web de qualité traitant du thème abordé ici, merci de compléter l'article en donnant les références utiles à sa vérifiabilité et en les liant à la section « Notes et références ».
Le génie civil représente l'ensemble des techniques de constructions civiles. C'est l'art de concevoir et de réaliser des ouvrages d'infrastructures. Les ingénieurs civils ou ingénieurs en génie civil s’occupent de la conception, la réalisation, l’exploitation et la réhabilitation d’ouvrages de construction et d’infrastructures dont ils assurent la gestion afin de répondre aux besoins de la société, tout en assurant la sécurité du public et la protection de l’environnement. Très variées, leurs réalisations se répartissent principalement dans cinq grands domaines d’intervention : structures, géotechnique, hydraulique, transport, et environnement.
En France et en Suisse notamment, le génie civil est une expression désignant les domaines de la construction en général :
- les aspects liés à la stabilité des constructions : l'ouvrage sur le sol où il est implanté doit résister durant sa construction et tout au long de sa vie aux diverses sollicitations (le poids propre de l'ouvrage, les charges d'exploitations, les charges climatiques, les séismes, etc.) ;
- le confort des usagers le cas échéant : thermique, visuel en adaptant l'éclairage à l'usage, acoustique (isolation des bruits extérieurs et correction acoustique de l'ambiance intérieur), renouvellement de l'air (l'utilisateur doit avoir suffisamment de dioxygène pour vivre même si le bâtiment est très étanche pour éviter les déperditions thermiques).

## Domaine d'application

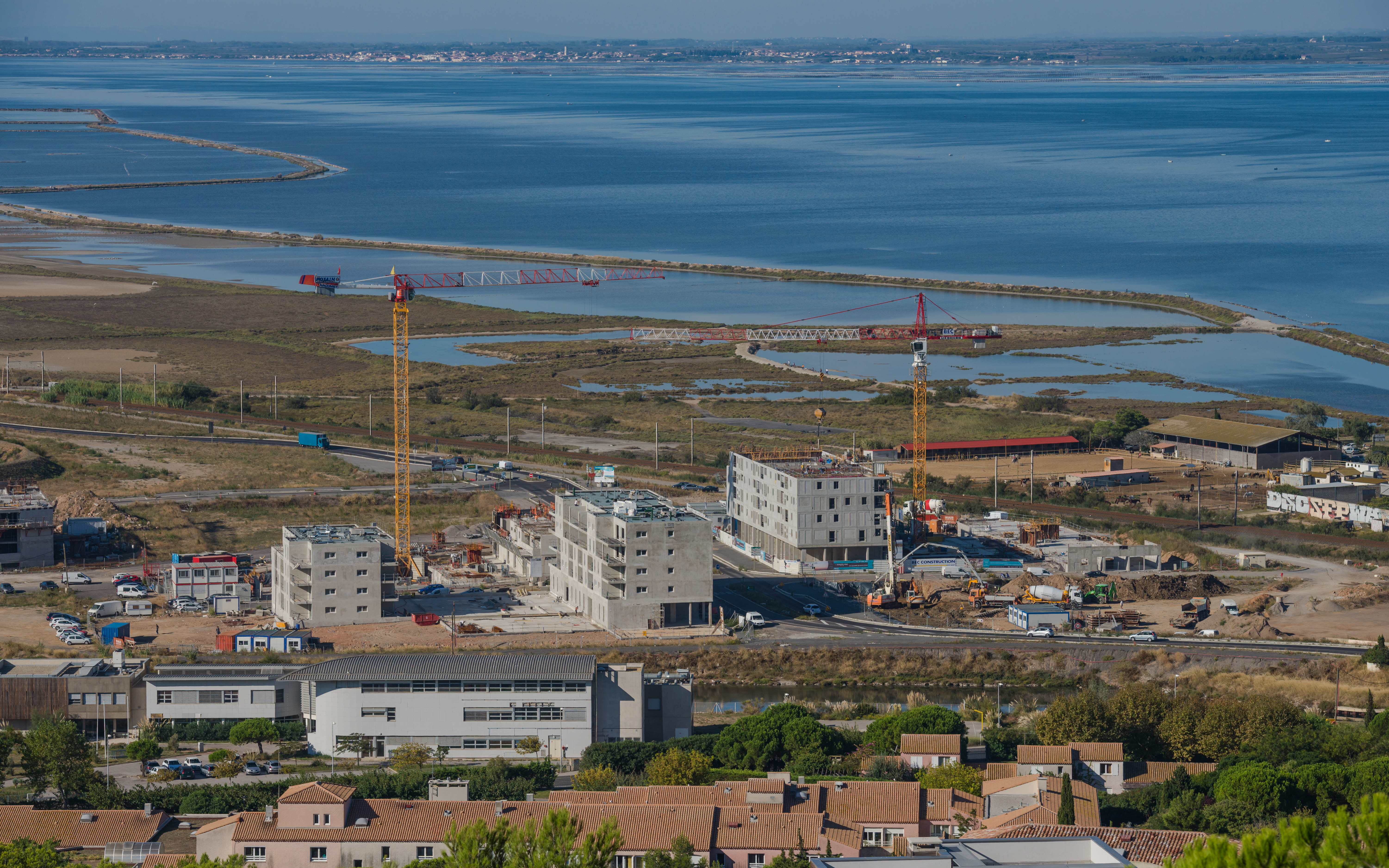
Constructions en cours près de l'étang de Thau (Sète, France).

Le domaine d'application du génie civil est très vaste ; il englobe les travaux publics et le bâtiment. Il comprend notamment :
- le gros œuvre en général, quel que soit le type de construction ou de bâtiment, comme les gratte-ciel. Ce domaine recouvre deux catégories distinctes :
  - le dimensionnement d'une structure nouvelle;
  - la réhabilitation d'une structure existante, appelé aussi conservation d'ouvrages existants (expertise et/ou projet d'intervention) ;
- les constructions industrielles : usines, entrepôts, réservoirs, etc. ;
- les infrastructures de transport : routes, voies ferrées, ouvrages d'art, canaux, ports, tunnels, etc. ;
- les constructions hydrauliques : barrages, digues, jetées, etc. ;
- les infrastructures urbaines : aqueducs, égouts, etc.

## Phases d'un projet
Un projet de génie civil peut être scindé en plusieurs phases, souvent confiées à des organismes différents :
- la planification qui consiste à intégrer le projet dans un ensemble de plans directeurs ;
- la conception, qui inclut la réalisation des études détaillées d'avant-projet ;
- le dimensionnement, qui consiste à déterminer les dimensions des éléments constitutifs de la future réalisation ;
- l'appel d'offres qui permet de planifier la réalisation, notamment le coût de celle-ci, et de choisir l'entreprise qui en aura la charge ;
- l'exécution de la construction, qui inclut l'élaboration du projet définitif. Différents corps de métiers interviennent dans la réalisation d'un ouvrage :

1. Les études techniques entrent dans le détail de la phase de dimensionnement et établissent les plans de construction. Ensuite, interviennent les méthodes qui valident la faisabilité des plans de construction et définissent le mode et les outils de construction ;
2. Le département de production : fondation, terrassements, gros œuvre, corps d'états secondaires, corps d'états techniques, corps d'états architecturaux, équipements ;

- les réceptions provisoire et finale de l'ouvrage ;
- l'exploitation et l'entretien de l'ouvrage.

## Intervenants
En France, un projet de génie civil est réparti entre plusieurs intervenants :
- le maître d'ouvrage est la personne (physique ou morale) à l'origine de la décision de construire. Il prendra possession et responsabilité de l'ouvrage lors de la réception, origine des garanties. C'est également la personne qui paie le maître d'œuvre, le bureau de contrôle, les entreprises, le CSPS, et plus généralement tous les intervenants concourant à l'acte de construire qu'il a missionné ;
- le maître d'œuvre élabore un projet (l'œuvre) à la demande du maître d'ouvrage. Le maître d'œuvre organise et produit les études nécessaires au projet et vérifiera que les travaux sont fidèles à ces études ;
- le contrôleur technique (fréquemment encore appelé « bureau de contrôle », selon sa désignation antérieure) est chargé par le maître d'ouvrage de se prononcer sur la conformité de l'œuvre (des études), ainsi que des travaux à la réglementation technique en vigueur ;
- les entreprises de construction réalisent les travaux. La ou les entreprises de construction présentent mensuellement au maître d’œuvre une situation des travaux réalisés. Ce dernier la valide et la transmet au maître d'ouvrage, qui doit payer aux entreprises les travaux réalisés dans le délai prévu au marché (généralement, mensuellement).
- le coordonnateur sécurité et protection de la santé (souvent désigné par l'abréviation CSPS) est chargé d'évaluer les risques liés à la coactivité des entreprises travaillant sur le projet. Il est également chargé de préconiser des actions de prévention visant à éviter les accidents et plus généralement, les risques d'atteinte à la santé pendant les travaux de construction et à l'occasion de la maintenance de l'ouvrage après sa livraison. Lors de la phase de conception, il émet un plan général de coordination sécurité et protection de la santé (PGCSPS), qui s'impose à l'ensemble des intervenants, en phase de travaux. Il évalue les plans particuliers de protection de la santé émis par les entreprises à l'aune de son PGC, s'assure de leur mise en œuvre permanente, et lors de la réception de l'ouvrage, il établit et remet au maître de l'ouvrage le Dossier d'Intervention Ultérieure sur l'Ouvrage (DIUO), qui s'impose à l'exploitant lors des opérations de maintenance de l'ouvrage.

## Disciplines
L'ensemble des disciplines qui font partie du génie civil est très vaste. Certaines d'entre elles sont assez générales et ne font donc pas partie du génie civil de manière exclusive. En voici une liste partielle :
- la géotechnique, dont
  - la mécanique des sols,
  - la mécanique des roches.
- la résistance des matériaux,
- la mécanique statique,
- la stabilité des structures,
- la dynamique des structures,
- la mécanique des fluides,
- l'hydraulique urbaine,
- l'acoustique du bâtiment,
- la thermique du bâtiment,
- l'instrumentation,
- la topographie.
- l'Ordonnancement, pilotage et coordination